# Talófita
Talófitas são organismos uni e pluricelulares, tradicionalmente considerados plantas, de estrutura muito simples, e caracterizados por não apresentarem diferenciação celular na raiz, caules e folhas, tendo um corpo vegetativo pouco diferenciado denominado talo.
- Possuem tecido único, não diferenciado: o TALO. Ou seja, apresentam multicelularidade com interdependência;
- São encontradas na água, no solo, e no corpo de plantas e animais;
- Possuem nutrição autotrófica;
- Compreendem as algas pardas ou marrons (feofícias ou feófitas), vermelhas (rodofíceas ou rodófitas) e verdes (clorofíceas ou clorófitas);
- A reprodução é sexuada e assexuada, por ciclo reprodutivo alternante e haplodiplobionte, ou por fragmentação.
- São algas do reino protista.
- São seres clorofilados e:
  - Possuem Clorofila A em seus cloroplastos
  - Possuem pigmentos acessórios como os caroteoides
- Possuem a parede celular celulósica
- Possuem como reserva energetica o AMIDO

Representantes: cloroficeas, feoficeas e rodoficeas
Habitat: aquático/terrestre úmido
As cloroficeas servem basicamente de alimento, as rodoficeas servem como
alimento na culinaria japonesa, espessante, ágar: cultivo de bactérias, farmacêutico.
As feoficeas servem de fertilizante, espessante, pasta dental, cosméticos.